# Сленково
Сленково — деревня в Удомельском городском округе Тверской области.

## География
Деревня находится в северной части Тверской области на расстоянии приблизительно 17 км на восток-юго-восток по прямой от железнодорожного вокзала города Удомля.

## История
Известна с 1545 года. В 1859 году это было владение помещиков Милюковых. Дворов (хозяйств) в ней было 32 (1859 год), 54 (1886), 64 (1911), 77 (1961), 41 (1986), 24 (1999). В советское время работали колхозы «Трудовик», «1-е Мая», и совхоз «Еремковский». До 2015 года входила в состав Еремковского сельского поселения до упразднения последнего. С 2015 года в составе Удомельского городского округа.

## Население
Численность населения: 199 человек (1859 год), 305 (1886), 173 (1911), 179 (1961), 73 (1986), 24 (русские 100 %) в 2002 году, 37 в 2010.